# Kalanchoe germanae
Kalanchoe germanae är en fetbladsväxtart som beskrevs av R.-hamet och E. Raadts. Kalanchoe germanae ingår i släktet Kalanchoe och familjen fetbladsväxter. Inga underarter finns listade i Catalogue of Life.

## Bildgalleri

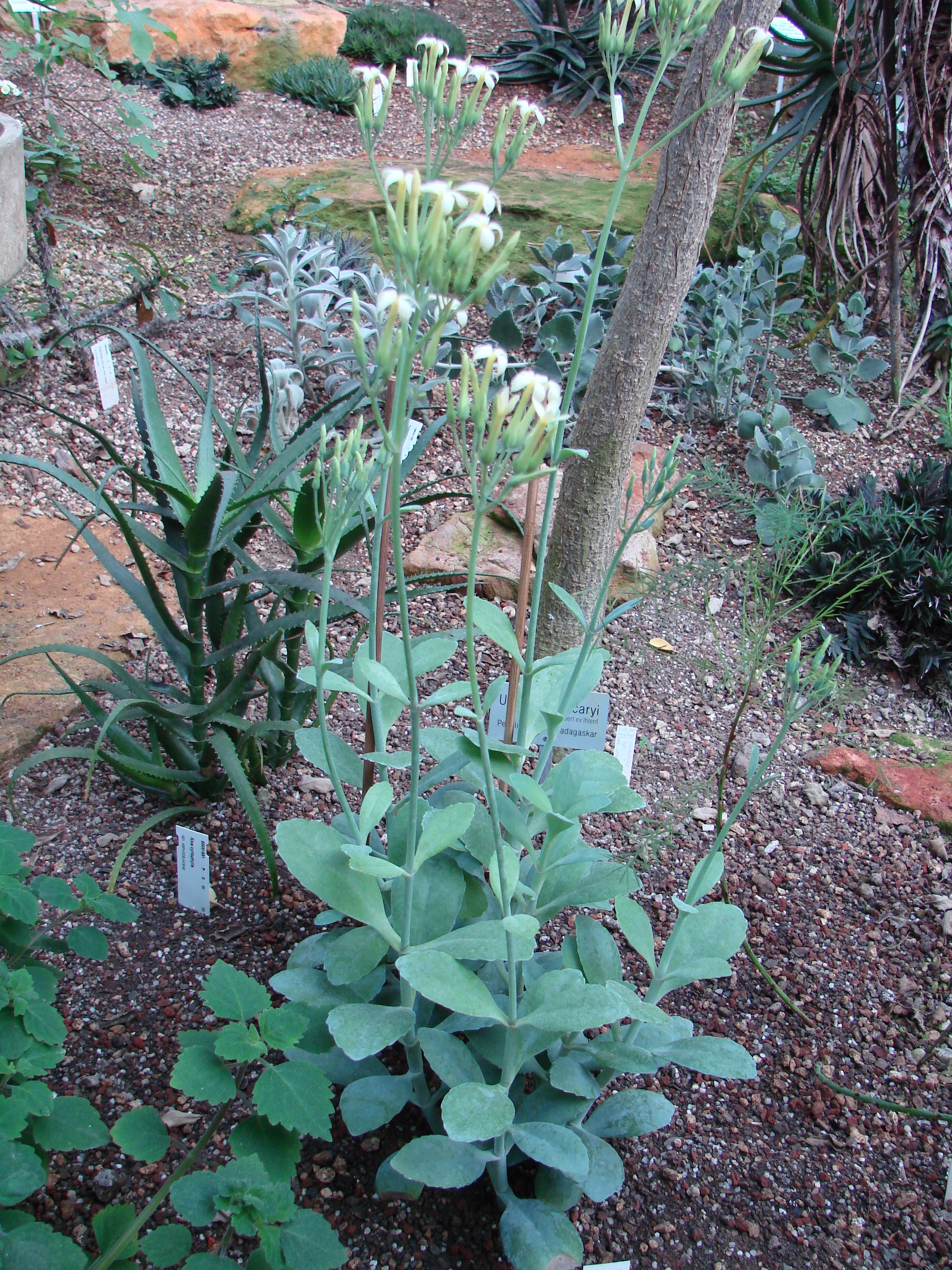
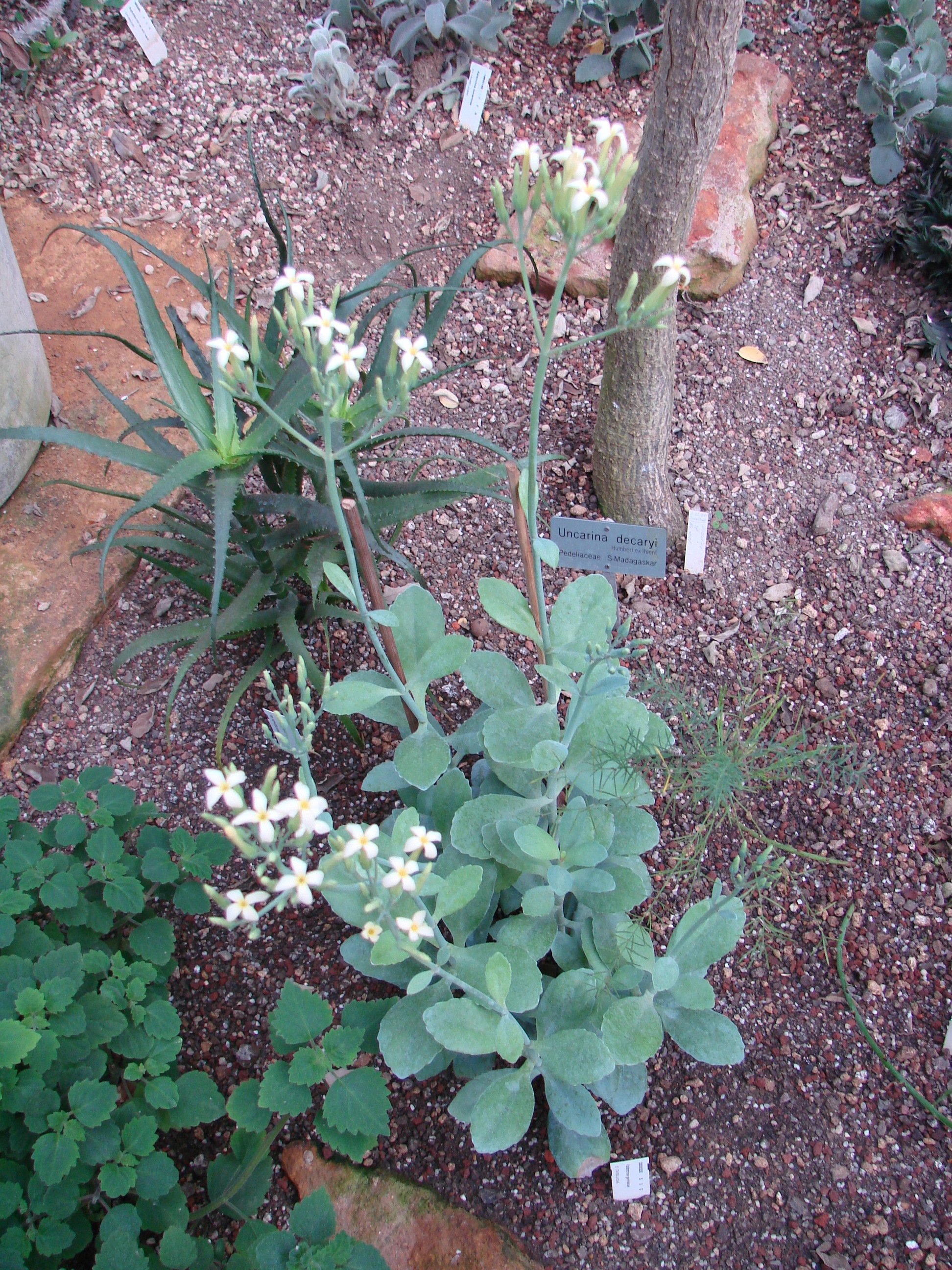
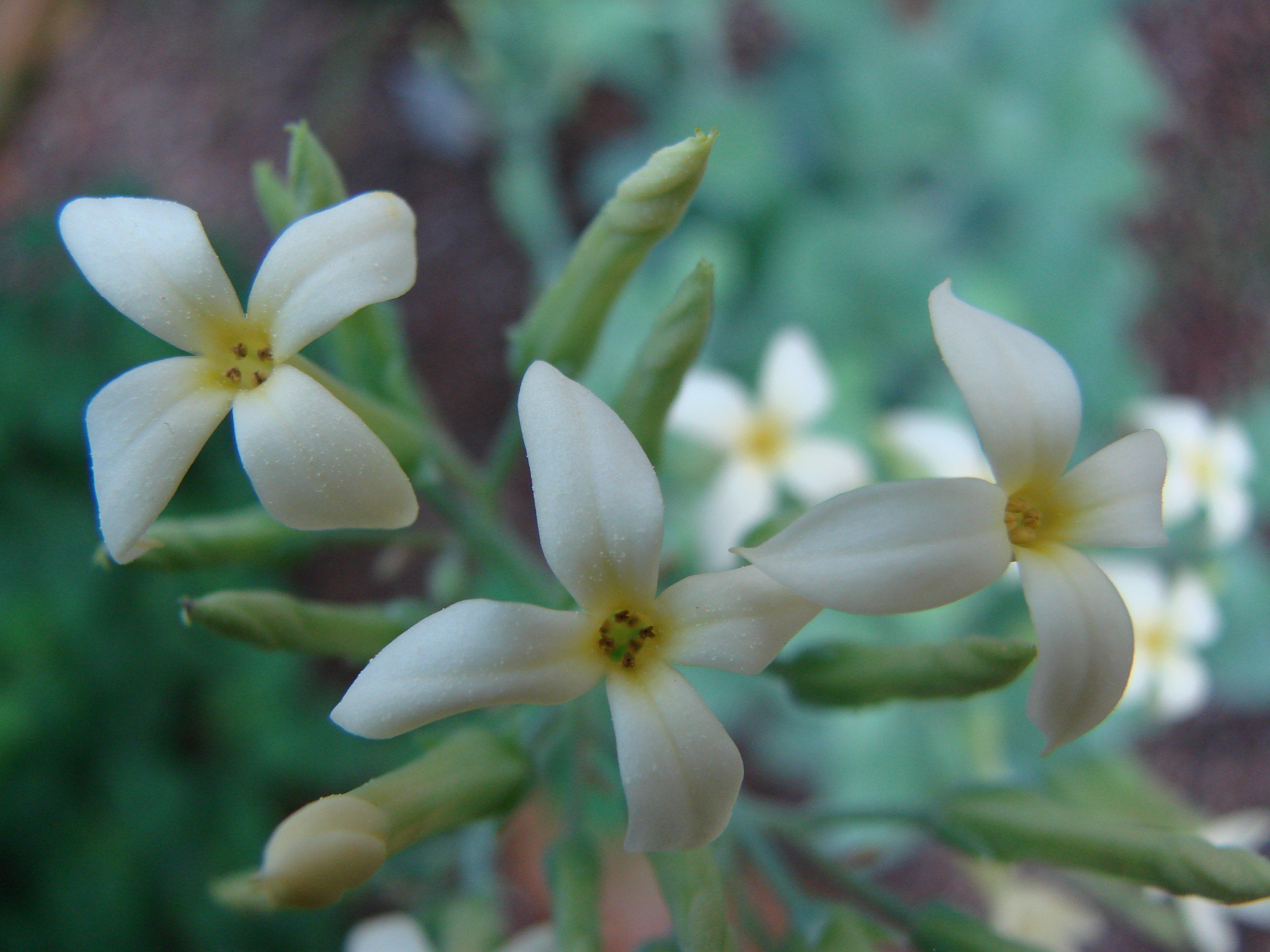